# Re (Gloppen)
Re lub Reed – wieś w zachodniej Norwegii, w okręgu Sogn og Fjordane, w gminie Gloppen. Wieś położona jest u ujścia rzeki Storelva, na wschodnim wybrzeżu jeziora Breimsvatnet, wzdłuż europejskiej trasy E39, 5 km na zachód od miejscowości Byrkjelo i około 20 km na południowy wschód od wsi Sandane. Re była administracyjnym centrum dawnej gminy Breim, która istniała w latach 1886-1964. 
W 2013 roku we wsi mieszkało 365 osób.
W Re (Reed) znajduje się kościół, który został wybudowany w 1886 roku.

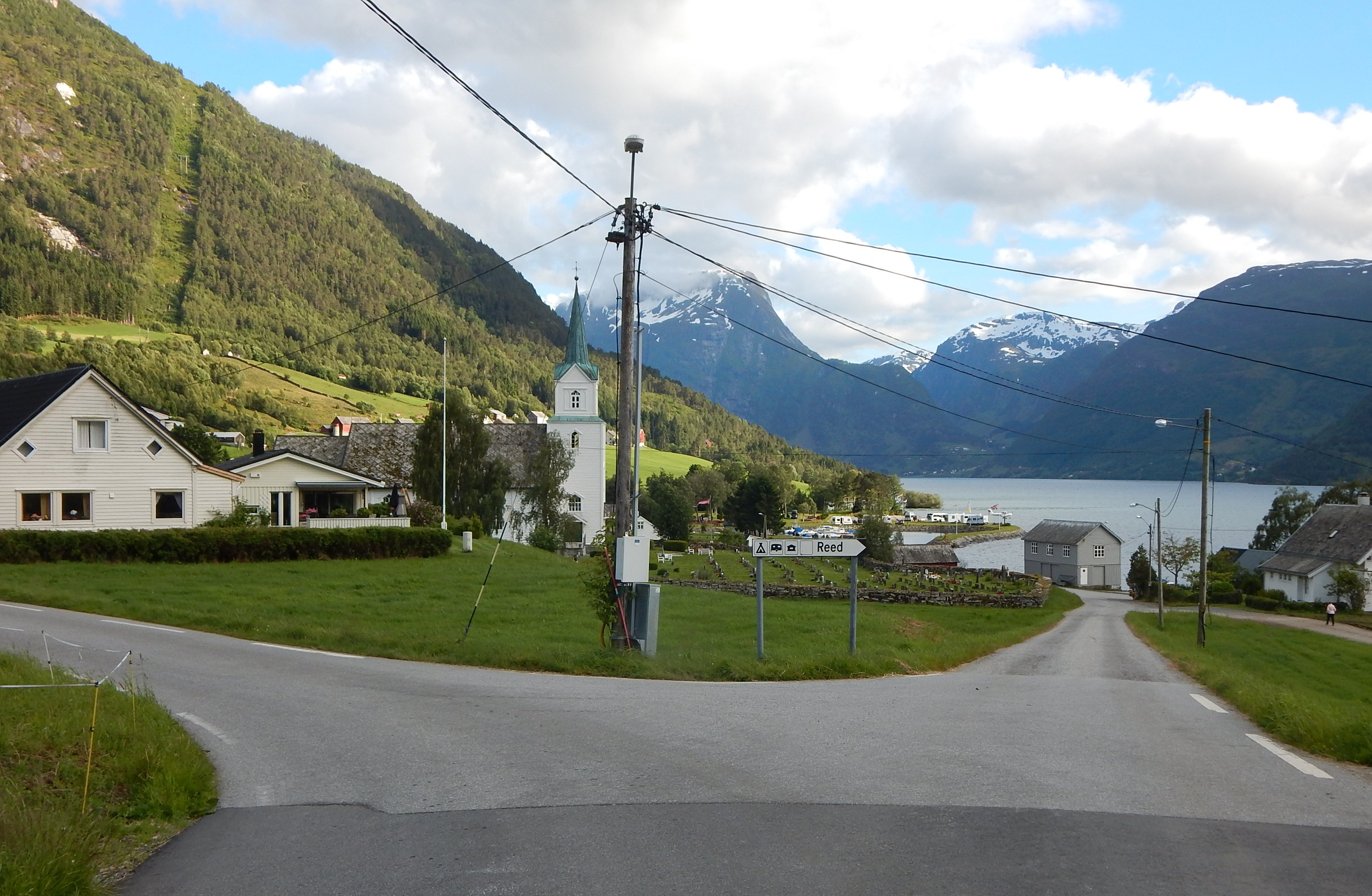
Kościół